# Utkirbek Kakhorov
Utkirbek Kakhorov es un actor y guionista uzbeko. Nació el 15 de diciembre de 1999 en Andijan, Uzbekistán. Utkirbek se graduó como Licenciado en Artes de la Universidad Internacional de Westminster en Taskent con la segunda clase más alta de honores. Más tarde tomó clases de actuación profesional de maestros de teatro.

## Filmografía
| Películas            | Películas                                       | Películas                 |
| Año                  | Título                                          | Contribución              |
| -------------------- | ----------------------------------------------- | ------------------------- |
| 2021                 | Sayohat Yulduzchasi (Pequeña estrella de viaje) | Coordinador de producción |
| 2021                 | A Moral Dilemma (Un dilema moral)               |                           |
| Series de Televisión |                                                 |                           |
| 2021-2022            | "Sabriya"                                       | Guionista                 |
| 2021-                | "Tom-chi"                                       | Bilol                     |